# Balón de playa

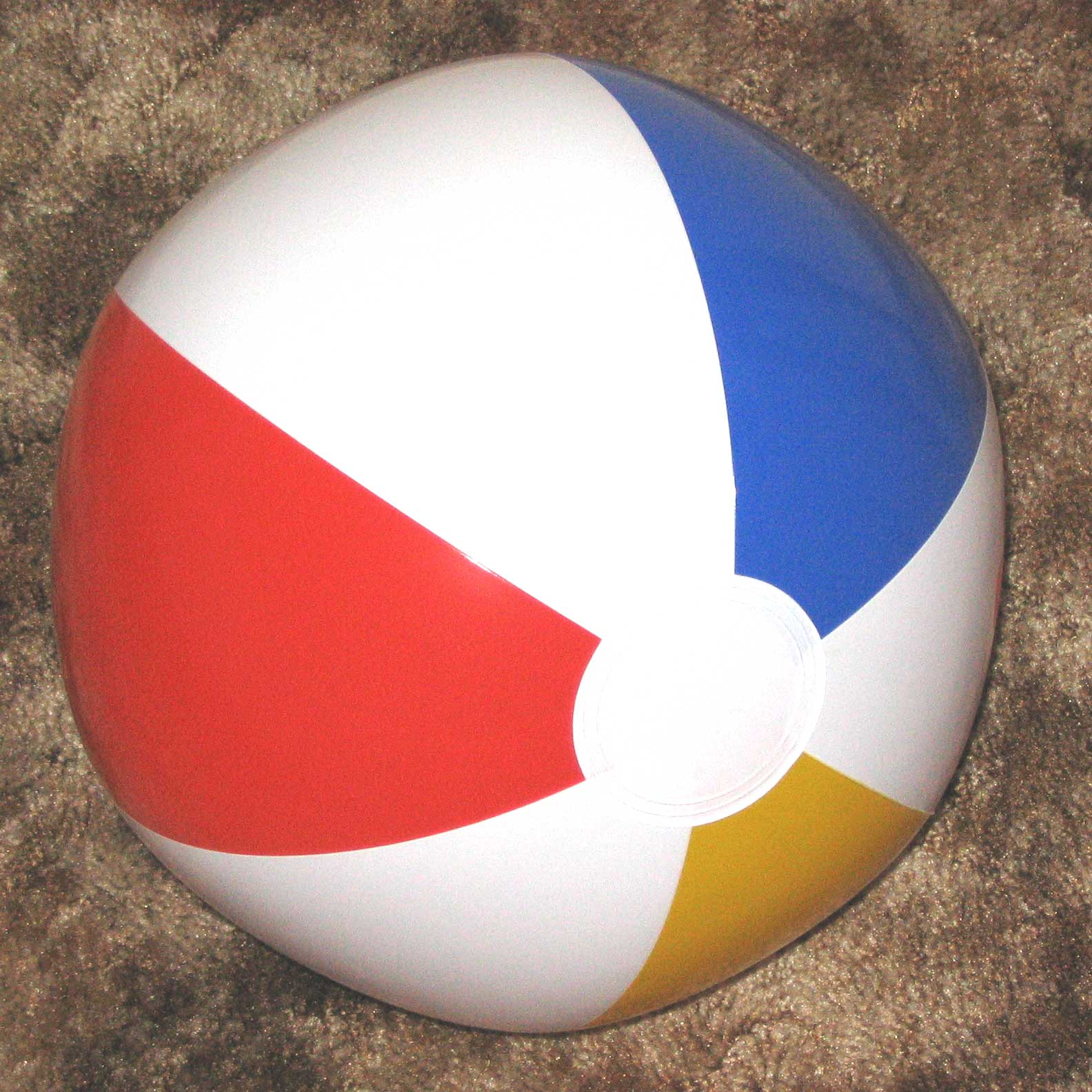

Una pelota de playa o balón de playa es una pelota hinchable que se utiliza para jugar en la playa, en el agua o en otros entornos. 
Las pelotas de playa están fabricadas de PVC u otro plástico ligero. Su estructura se compone de diversos pedazos de este material que forman una figura esférica. Su mayor tamaño y ligereza exigen menor esfuerzo para moverlas a la vez que se les imprime un movimiento necesariamente lento. Además, debido a su tamaño, deben cogerse con las dos manos lo que las hace ideales para juegos tranquilos e infantiles. 
La invención del balón de playa se atribuye a Jonathon DeLonge en 1938.

## Diseño
Los balones de playa tienen diferentes tamaños. Generalmente, están formados por diversos paneles de plástico sellados que se unen a dos paneles circulares, uno en cada extremo del balón. En uno de estos paneles se encuentra una válvula telescópica por la que se introduce el aire. Un diseño habitual de balón de playa consiste en diversos paneles de colores que alternan alrededor del balón con paneles blancos. Los balones están diseñados para ser inflados bien con la boca bien con un inflador por lo que se pueden guardar y transportar doblados y montarlos solo cuando se llega al destino. 
Los balones de playa son un típico objeto de merchandising por lo que a menudo se encuentran serigrafiados con imágenes, mensajes y logotipos comerciales. 